# Dimacrodon
Dimacrodon es un género extinto de sinápsidos. Fue descrito inicialmente como un terápsido anomodonto por Olson & Beerbower (1953) y Olson (1962), pero carece de todas las características propias de los anomodontos. Se le encotró en el estado de Texas, Estados Unidos, procedente del Pérmico Inferior.